# Трг Јована Цвијића (Лозница)
Трг Јована Цвијића је трг у Лозници који представља непокретно културно добро као просторна културно-историјска целина, уписано под ознаком ПКИЦ 40,одлуком о проглашењу СО Лозница број 06-16/89 од 23.06.1989. године, број и датум службеног гласила Одлуке о утврђивању објављен у Службено листу општине Лозница број 3 од 26.06.1989. године.

## Историјат
Трг Јована Цвијића саграђен је 1965. године. Налази се на катастарској парцели број 3970/1, 3973, 3972, 3962, 3971, на површини од 0,24 ха. 
Трг се некада звао Трг АВНОЈ-а, а код старијих грађана Лознице познат је и као ,,Горња лука’’ или ,,Женска пијаца’’.
На тргу се налази споменик Јовану Цвијићу, који је постављен 8. новембра 1996. године у централној алеји трга. Представља Јована Цвијића у стојећем ставу са шеширом у руци. Рађен је од бронзе, а радила га је академска вајарка Даринка Радовановић из Београда. Споменик је подигнут поводом обележавања 125. година рада лозничке гимназије ,,Вук Караџић’’, а открио га је и о Цвијићу говорио проф. др Драгољуб Величковић, ректор Универзитета у Београду.
До 1972.године, на тргу је био споменик Јовану Цвијићу дело вајара Дејана Богдановића откривен поводом 100-годишњицен аучниковог рођења 12. октобра 1965. године. Постамент на којем је постављена биста Јована Цвијића у седећем ставу и нагнутог над картом, урађен је од обрађених камених блокова ибетона, димензија 3,40 х 2,30 m. Споменик је ливен од бронзе. Овај споменик је пренет у мали троугласти парк, на простору између Општинског суда и улица Змај Јовине и Мајора Јаше Ђурђевића.